# Людовик де Креван
Людовик IV де Креван (фр. Louis de Crevant; 1628 — 30 серпня 1694) — військовий та державний діяч Французького королівства, маршал Франції, 1-й герцог д'Юм'єр.

## Життєпис
Походив з аристократичної родини Креван з Турені. Син маркіза Людовика III де Кревана, губернатора Комп'єна, та Ізабелли Феліппо. Народився 1628 року. Здобув класичну освіту. 1646 року після відставки батька отримав посаду губернатора Комп'єна.
З початком Фронди у 1649 році залишився на боці королівського двору та кардинала Мазаріні. 1650 року отримав звання табірного маршала. У 1653 році брав участь в облогах фортець Музон, Сент-Мену, 1654 року — відзначився при обороні Аррасу, захопленні Ле-Кенуа, 1655 року — звитяжив при облогах фортець Ландресі, Конде-сюр-л'Еско, Сен-Гилен, Біч, Гомбур, Куртре, Ла Капель. Водночас оженився з фрейліною королеви. 1656 року стає генерал-лейтенантом. 1658 року брав участь у битві біля Дюн. В наступні місяці брав участь в облозі Дюнкерку, Берга, Фурне, Діксмюде, Оденарде та Іпру. Був призначений губернатором двох останніх міст.
1667 року брав участь в захопленні Дуе, Турне та Лілля, губернатором яких був до 1668 року. 1668 року стає губернатором Фландрії. Того ж року отримав звання маршала Франції.
1672 року з початком Голландської війни пішов у відставку через конфлікт з Генріхом де Тюренном. 1676 року повернувся до армії. Брав участь у кампанії під орудою маршала Франсуа-Анрі Монморансі-Люксембурга. На чолі війська зайняв Конде-сюр-л'Еско, Айр, форт Лінк. Потім спільно з Люксембург захопив Валанс'єн. 1677 року звитяжив у битві біля Касселя-Пане. Потім зайняв Сен-Гилен, а 1678 року — Гент.
1683 року брав участь у Війні за об'єднання, очоливши Фландрську армію. Зайняв спочатку Курте й Діксмюде, а потім зруйнував Оденарде. 1684 року призначено генерал-лейтенантом Пікардії. 1685 року стає великим магістром королівської артилерії. 1688 року стає кавалером орденів Святого Духу й Святого Михайла.
1688 року з початком Війни Аугсбурзької ліги очолив корпус, з яким захопив Дінан та Юї. За наказом короля повинен був діяти на Рейні, захищаючи підступити до Нідерландів. Втім того ж року в битві біля Валькура зазнав поразки від принца Георга Фрідріха Вальдекського.
1690 року отримав титул герцога. Також очолив війська у Фландрії. Своєю ставкою обрав Лис. Помер 1694 року.

## Родина
Дружина — Луїза Антуанетта Тереза, донька Едме де ла Шартре, графа Нанкая.
Діти:
- Генріх-Луї (д/н—1684)
- Луї-Франсуа-Роджер (д/н—1679)
- Марія-Тереза (д/н—після 1677), дружина Жана де Гранда де Монморансі, принца Ізенгієна
- Марі-Луїза, ігуменя монастиря в Мучі
- Анна-Луїза-Джулі (1665—1748), дружина: 1) Людовика-Олександра, графа Вассе, відама Мена, 2) Людовика Шарля де Гауфора; 3) Людовика-Франсуа д'Омона, 2-го герцога д'Юм'єра